# طريق 20 (الأردن)
الطريق السريع 20 هو الطريق السريع بين الشرق والغرب في شمال الأردن، فهو المحور الرئيسي لمحافظة عجلون يربطها بمحافظة جرش والمفرق.